# Monica Dolan
Monica Margaret Dolan (Middlesbrough, 15 de março de 1969) é uma atriz britânica, ganhadora do BAFTA TV Awards de melhor atriz coadjuvante na sua atuação no papel da serial killer Rosemary West, no filme Appropriate Adult de 2011.
Estreou a televisão na série policial The Bill, em 1993, e no cinema, na comédia "A Midsummer Night's Dream", de 1996.
Também trabalhou em dezenas de produções, como por exemplo Topsy-Turvy, Agatha Christie's Poirot, Kick-Ass 2, Eye in the Sky, Death in Paradise, Black Mirror ou A Very English Scandal.